# هیلل اسلووک
هیلل اسلووک (عبری: הלל סלובק‎؛ ۱۳ آوریل ۱۹۶۲ – ۲۵ ژوئن ۱۹۸۸) یک نوازنده و ترانه‌سرا اهل اسرائیل بود. وی بین سال‌های ۱۹۸۰ تا ۱۹۸۸ میلادی فعالیت می‌کرد.